# Епархия Гарагоа
Епархия Гарагоа (лат. Dioecesis Garagoënsis) — епархия Римско-Католической церкви с центром в городе Гарагоа, Колумбия. Епархия Гарагоа входит в митрополию Тунхи. Кафедральным собором епархии Гарагоа является церковь Пресвятой Девы Марии Кальварии.

## История
26 апреля 1977 года Римский папа Павел VI издал буллу «Cum Venerabilis», которой учредил епархию Гарагоа, выделив её из архиепархии Тунхи.

## Ординарии епархии
- епископ Juan Eliseo Mojica Oliveros (26.04.1977 — 27.12.1989);
- епископ Guillermo Álvaro Ortiz Carrillo (27.12.1989 — 24.02.2000);
- епископ José Vicente Huertas Vargas (23.06.2000 — по настоящее время).

## Источник
- Annuario Pontificio, Libreria Editrice Vaticana, Città del Vaticano, 2003, ISBN 88-209-7422-3
- Булла Cum Venerabilis, AAS 69 (1977), стр. 437  (лат.)